# Studii de literatură universală
Studii de literatură universală a fost o revistă editată de Societatea de Științe Istorice și Filologice. Primul volum a apărut în 1956, pentru ca între 1960 și 1966 să apară anual. Între 1967-1970 a apărut bianual, iar următoarele numere au apărut la o frecvență de doi ani, până în 1980.